# Antidoping agencija Republike Srbije
Antidoping agencija Republike Srbije (skraćeno: ADAS) je državna ustanova Republike Srbije osnovana Zakonom o sprečavanju dopinga u sportu, usvojenim 14. novembra 2005. godine, koja kao poverene poslove obavlja doping kontrolu na teritoriji Republike Srbije. Donošenjem Zakona o potvrđivanju međunarodne konvencije protiv dopinga u sportu u maju 2009. zakonski i podzakonski akti vezani za doping u Republici Srbiji  usaglašeni su sa Svetskim antidoping kodeksom.

## Spoljašnje veze
- Zvanična prezentacija